# Sindrome di Volkmann
La sindrome di Volkmann, detta anche contrattura di Volkmann o contrattura ischemica di Volkmann, è una contrattura permanente della mano e del polso con conseguente deformità simile ad artigli della mano e delle dita, che rende l'estensione passiva delle dita stesse limitata e dolorosa. È più comune nei bambini.
All'esame obiettivo le dita appaiono di colorito bianco o bluastro e la pulsazione radiale è assente.

## Storia
Venne classificata dopo che il dott. Richard von Volkmann (1830-1889), il medico tedesco del XIX secolo che per primo la descrisse in uno scritto sulle "condizioni ischemiche non infettive di vari compartimenti fasciali negli arti". Siccome la contrattura arriva insieme alla paralisi, egli considerava la causa neurologica improbabile.

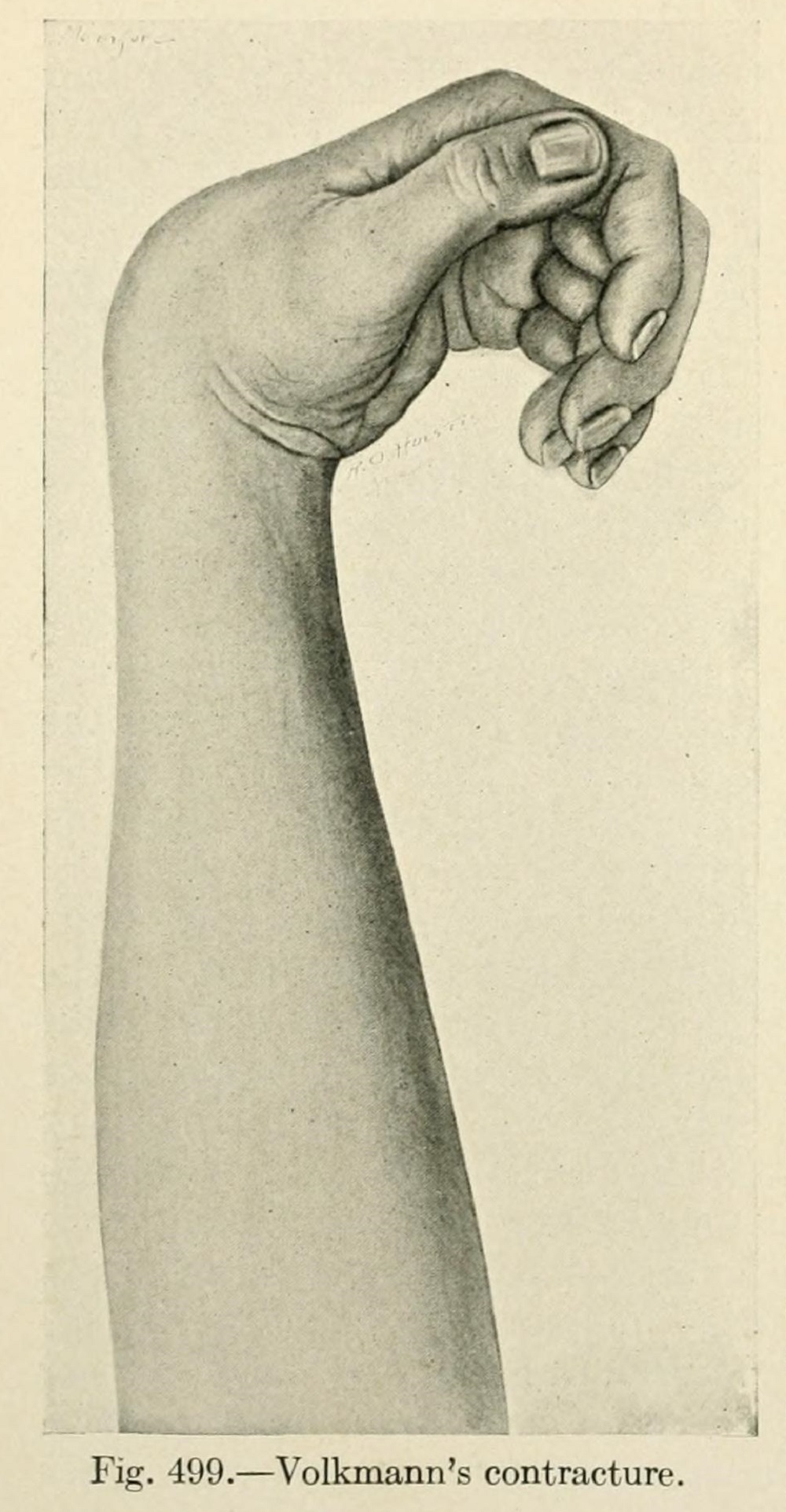
Contrattura di Volkmann

## Eziologia
Qualsiasi frattura nella regione del gomito o della parte superiore del braccio può portare alla contrattura ischemica di Volkmann, ma comunemente questa è causata da una frattura sovracondiloidea di omero.
La contrattura di Volkmann deriva da un'ischemia acuta delle fibre muscolari del gruppo flessore dei muscoli dell'avambraccio, e in particolar modo del flessore digitorum profundus e del flessore pollicis longus che diventa corto e fibrotico.
È causata dall'ostruzione dell'arteria brachiale vicino al gomito, a volte per compressione ab extrinseco da parte di un ematoma, a volte a causa di un uso improprio del laccio emostatico, da un'errata ingessatura o dalla sindrome compartimentale.

## Trattamento
La chirurgia permette di liberare i tessuti bloccati e quindi aiuta la deformità e la funzione della mano.
Tutte le stecche, i gessi e i bendaggi che potrebbero ostruire la circolazione dovrebbero essere rimossi e i compartimenti fasciali dovrebbero essere aperti (fasciotomia) allo stadio iniziale.
Prevenzione:
- richiede la rimessa a punto del flusso sanguigno;
- riduzione della pressione compartimentale

Gestione:
- mettere la prima porzione della mano steccata nella posizione di funzione;
- sciogliere i flessori dell'avambraccio
- scivolamento del muscolo
- stiramento del tendine
- testare la resistenza interna.

A livello fisioterapico:
- Mobilizzazione regolare dell'articolazione sovra-sottostanti della regione ingessata nell'arco di tutto il periodo di immobilizzazione.
- Controllo sistematico dell'aspetto dell'arto ingessato durante la rieducazione praticata al primo stadio dell'immobilizzazione
- Massaggio circolatorio dell'arto superiore in posizione declive.
- termoterapia (bagni caldi, paraffina,)
- Mobilizzazione attiva o passiva di tutte le articolazioni nei limiti del possibile (se il dolore non è troppo vivo).